# Gimme That
Gimme That è il terzo singolo di Chris Brown, pubblicato dall'omonimo album, uscito in aprile 2006, solamente in versione "Remix" con la collaborazione del rapper Lil Wayne.

## La canzone
È stata prodotta da Scott Storch e scritta da Sean Garret. Originariamente doveva essere il secondo singolo dell album, quando è stata rimpiazzata da Yo (Excuse Me Miss).
La versione scelta come singolo è col rapper Lil' Wayne.
Negli USA, Gimme that ha debuttato alla posizione n.80 della Billboard Hot 100 ed è poi salita rapidamente fino alla n.15, diventando il primo singolo dell'artista a non arrivare tra le prime dieci.
Il video musicale si ispira a Smooth Criminal di Michael Jackson.

## Posizioni in classifica negli USA
| Classifica        | Posizione massima |
| ----------------- | ----------------- |
| Stati Uniti       | 15                |
| Stati Uniti (R&B) | 5                 |
| Stati Uniti (Pop) | 25                |